# Unión Soviética en los Juegos Olímpicos de Squaw Valley 1960
La Unión Soviética estuvo representada en los Juegos Olímpicos de Squaw Valley 1960 por un total de 62 deportistas que compitieron en 8 deportes.  
El portador de la bandera en la ceremonia de apertura fue el jugador de hockey sobre hielo Nikolai Sologubov.

## Medallistas
El equipo olímpico soviético obtuvo las siguientes medallas:
| Nombre                                                             | Deporte               | Competición  |
| ------------------------------------------------------------------ | --------------------- | ------------ |
| Oro                                                                |                       |              |
| Mariya Gusakova                                                    | Esquí de fondo        | 10 km F      |
| Yevgueni Grishin                                                   | Patinaje de velocidad | 500 m M      |
| Yevgueni Grishin                                                   | Patinaje de velocidad | 1500 m M     |
| Viktor Kosichkin                                                   | Patinaje de velocidad | 5000 m M     |
| Klara Guseva                                                       | Patinaje de velocidad | 1000 m F     |
| Lidiya Skoblikova                                                  | Patinaje de velocidad | 1500 m F     |
| Lidiya Skoblikova                                                  | Patinaje de velocidad | 3000 m F     |
| Plata                                                              |                       |              |
| Liubov Baranova                                                    | Esquí de fondo        | 10 km F      |
| Radia Yeroshina Mariya Gusakova Liubov Baranova                    | Esquí de fondo        | 3 × 5 km F   |
| Viktor Kosichkin                                                   | Patinaje de velocidad | 10000 m M    |
| Natalia Donchenko                                                  | Patinaje de velocidad | 500 m F      |
| Valentina Stenina                                                  | Patinaje de velocidad | 3000 m F     |
| Bronce                                                             |                       |              |
| Alexandr Privalov                                                  | Biatlón               | 20 km M      |
| Nikolai Gusakov                                                    | Combinada nórdica     | Individual M |
| Nikolai Anikin                                                     | Esquí de fondo        | 30 km M      |
| Anatoli Sheliujin Guennadi Vaganov Alexei Kuznetsov Nikolai Anikin | Esquí de fondo        | 4 × 10 km M  |
| Radia Yeroshina                                                    | Esquí de fondo        | 10 km F      |
| Equipo                                                             | Hockey sobre hielo    | Torneo M     |
| Rafael Grach                                                       | Patinaje de velocidad | 500 m M      |
| Boris Stenin                                                       | Patinaje de velocidad | 1500 m M     |
| Tamara Rylova                                                      | Patinaje de velocidad | 1000 m F     |